# Geulumpang Samlako
Geulumpang Samlako is een bestuurslaag in het regentschap Aceh Utara van de provincie Atjeh, Indonesië. Geulumpang Samlako telt 956 inwoners (volkstelling 2010).